# Günter Breitzke
Günter Breitzke (* 29. Juni 1967 in Köln) ist ein ehemaliger deutscher Fußballspieler.

## Sportlicher Werdegang
Günter Breitzke startete seine Profilaufbahn 1988/89 bei Borussia Dortmund. Zuvor spielte er beim Verbandsligisten SC Brück, beim SSG 09 Bergisch Gladbach und in seiner Jugend bei Bayer 04 Leverkusen, beim SC Fortuna Köln und beim TuS Stammheim in Köln.
Bereits in seiner ersten Spielzeit beim BVB gewann Breitzke 1989 nach einem 4:1-Endspielsieg gegen Werder Bremen den DFB-Pokal. In den Folgejahren konnte sich Breitzke in Dortmund etablieren. Einziger anschließender Erfolg blieb für ihn der Gewinn der Vizemeisterschaft 1991/92, in der der BVB nur knapp hinter dem punktgleichen VfB Stuttgart die deutsche Meisterschaft verpasste.
Im Anschluss wechselte Breitzke in die 2. Bundesliga zu Fortuna Düsseldorf, bereits ein Jahr später zum Ligakonkurrenten Wuppertaler SV. Nach ebenfalls nur einer Saison heuerte Breitzke 1994 beim FC 08 Homburg an, den er 1995 wieder Richtung Wuppertaler SV verließ. Nach drei Jahren Regionalliga in Wuppertal und bei Alemannia Aachen ließ er seine Laufbahn im Jahr 1999 bei der Eschweiler Sportgemeinschaft, den Sportfreunden Eisbachtal und danach bei der SpVgg Arminia Köln sowie dem Polizei Sportverein Köln ausklingen.

## Privates
Günter Breitzke, der in seiner Zeit beim SC Brück eine Lehre als Maler und Lackierer abgebrochen hatte, wohnt in einer kleinen Sozialwohnung in Köln-Stammheim. Bedingt durch eine Glücksspielsucht ist Breitzke hochverschuldet und lebt von Bürgergeld.

## Statistik
- Fußball-Bundesliga: 89 Spiele (18 Tore)
- 2. Bundesliga: 69 Spiele (10 Tore)

## Erfolge
- DFB-Pokal-Sieger 1989